# Antonino de Sentmenat y Castellá
Antonino de Sentmenat y Castellá (Barcelona, 21 de abril de 1734 - Aranjuez, 14 de abril de 1806) foi um cardeal do século XVIII e XIX

## Nascimento
Nasceu em Barcelona em 21 de abril de 1734. De uma lustrosa e nobre família catalã, homenageada pelo rei Felipe V como grandes de España. Filho de Juan Manuel de Sentmenat-Oms y de Santa Paula e Mariana Sentmenat. Batizado no mesmo dia de seu nascimento. Seu primeiro nome também está listado como Antonio; e como Antoni; e seu sobrenome como Sentmanat y Cartelló; e como Sentmenat i de Cartellà.

## Educação
Estudou na Real e Pontifícia Universidade de Cervera, onde se doutorou em direito canônico; em 1757, enquanto estudava direito civil na universidade, defendeu publicamente uma tese sobre direito da guerra e direito militar (Elementa iuri bellici, et militari), redigida em latim por seu professor José Antonio de Gomar y de Navés; interrompeu seus estudos de direito porque o Papa Clemente XIV o dispensou de ter um doutorado em direito civil para poder servir como auditor da Sagrada Rota Romana.
Nomeado cônego do cabido da catedral de Barcelona aos dezessete anos, com dispensa.

## Sacerdócio
Foi ordenado em 23 de setembro de 1758. Professor de direito canônico na Universidade de Cervera. Arcediago do capítulo da catedral de Barcelona. Arcediago de Nendoz, arquidiocese de Santiago de Compostela. Juiz sinodal da diocese de Barcelona. Nomeado auditor da Sagrada Rota Romana para o Reino de Aragão em 3 de abril de 1774; prestou juramento no dia 12 de maio seguinte. Prelado doméstico de Sua Santidade. Foi nomeado para a sé de Ávila pelo rei Carlos III de Espanha.

## Episcopado
Eleito bispo de Ávila em 17 de fevereiro de 1783. Consagrado em 24 de fevereiro de 1783, igreja de S. Maria di Montserrato, Roma, pelo cardeal Francesco Saverio Zelada, auxiliado por Orazio Mattei, arcebispo titular de Colossos, e por Giuseppe Contesini, arcebispo titular de Atênia. Renunciou ao governo da diocese de Ávila, 22 de junho de 1784; tomou posse da sé por procurador e nunca a visitou porque foi promovido ao patriarcado das Índias Ocidentais em 25 de junho de 1784; fora apresentado ao patriarcado pelo rei Carlos III da Espanha em 19 de agosto de 1783; como patriarca, foi também grande esmoler, capelão do rei da Espanha e vigário geral dos exércitos reais. Grande Chanceler e Conselheiro de Estado. Assistente do Trono Pontifício. Vigário geral do Exército e da Marinha espanhola.

## Cardinalado
Criado cardeal sacerdote no consistório de 30 de março de 1789; o correio papal Giovanni Antonio Tironi trouxe a notícia da promoção para a Espanha; o papa enviou-lhe o barrete vermelho com Ablegato Francesco Santacroce com uma bula apostólica datada de 3 de abril de 1789; o enablegato chegou a Madri no dia 24 de maio seguinte; recebeu o barrete vermelho, juntamente com o novo cardeal Francisco Antonio de Lorenzana y Butrón, na capela real, do rei D. Carlos IV, no dia 26 de maio, na presença de toda a corte; ele nunca foi a Roma para receber o chapéu vermelho e o título. Não participou do conclave de 1799-1800, celebrado em Veneza, que elegeu o Papa Pio VII

## Morte
Morreu em Aranjuez em 14 de abril de 1806, Palácio Real de Aranjuez. Exposto e enterrado na capela daquele palácio. No século XX seus restos mortais foram transferidos para o Real Mosteiro de Santa Isabel em Madri.